# Josep Iglésies i Guizard
Josep Iglésies (o Iglesias) i Guizard (Barcelona, 19 d'octubre de 1873- ibídem, 2 de febrer de 1932) fou un advocat, poeta i escriptor conegut com el poeta de la Segarra.

## Biografia
Va estudiar dret a la Universitat de Barcelona per passar a residir a Maldà, a la província de Lleida, on va entrar en contacte amb el món rural de les comarques de la Segarra i de l'Urgell que li inspiraren la seva poesia.
Cultivà la poesia lírica, èpica i amorosa participant en els Jocs Florals de Lleida i Barcelona en nombroses ocasions guanyant la Flor Natural i altres premis.
Fou soci d'honor de l'Acadèmia Bibliogràfica Mariana de Lleida i obtingué la medalla d'or de l'entitat per la seva poesia religiosa. També destacà com a col·leccionista d'objectes relacionats amb Jacint Verdaguer, de qui conservava el seu despatx i altres objectes a Maldà. Aquesta col·lecció verdagueriana va ser donada pels seus hereus al museu Verdaguer de Vil·la Joana (i actualment forma part de les col·leccions del Museu d'Història de Barcelona)

## Obres

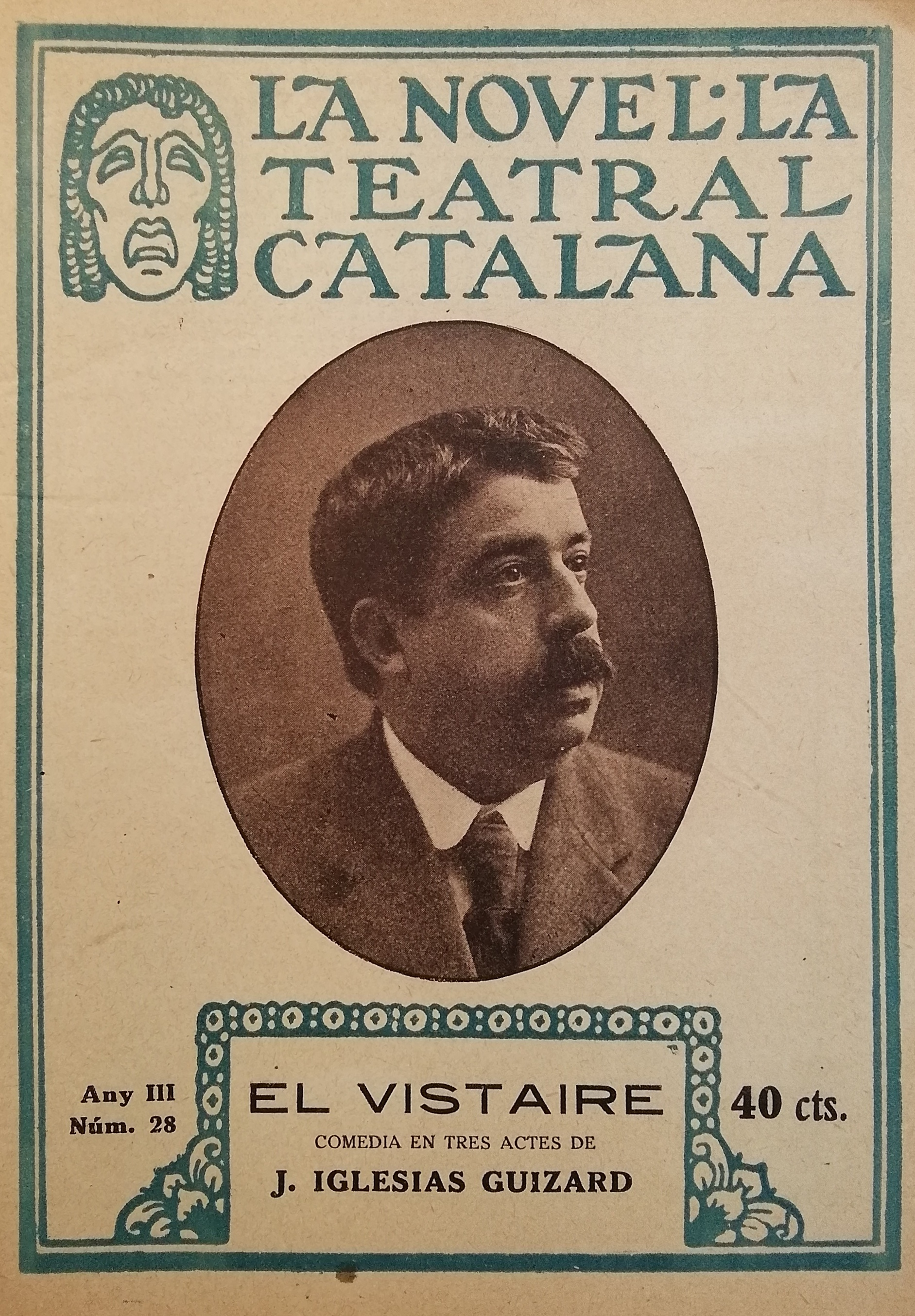
El vistaire, comèdia de costums segarrenques, en tres actes. Publicada per La Novel·la Teatral Catalana l'any 1920

### Poesia
- Segarrenques (1917)
- Corrandes segarrenques (1925), poesies sobre els costums de la comarca
- Picarols i randes (1926)

Poesies presentades als Jocs Florals de Barcelona
- Sonets Georgicans (1911), primer accèssit a la Flor Natural[3]
- Gent de la terra (1917, 1919 i 1924)
- Virgilians (1919 i 1920)
- Picarols i Randes (1921, 1922 i 1926)
- Música de Picarols (1924)
- Anant pel món (1924)
- Del Monestir de Piedra (1926)
- Aires de França (1926)
- Medallons poètics. Anant pel món (1926)
- Gloses (1928)
- Segarrenques (1928 i 1929)
- Tres mocadors (1928 i 1929)
- Glosari (1929)
- Les hores estivals (1930)

### Assaig
- Segarra i Conca de Barberà per la Mare de Déu del Tallat (1906)

### Teatre
- La mania d'un notari (1896)
- El vistaire (1920), comèdia de costums segarrenques, en tres actes, estrenada al teatre Romea.